# Артемьев, Пётр Тимофеевич
Пётр Тимофе́евич Арте́мьев (30 июня (13 июля) 1901, Лобково, Рязанская губерния, Российская империя — 3 марта 1983, Москва, СССР) — советский футболист, нападающий. Выступал за московские команды: Кружок футболистов «Сокольники» (КФС) (1916, 1919—1921), «Новогиреево» (1917—1918), «Красная Пресня» (1923—1925), «Пищевики» (1926—1930), «Дукат» (1931—1932), «Промкооперация» (1931, 1934), «Красный кондитер» (1937) и другие. Четырехкратный чемпион Москвы. Участник победного турне сборной РСФСР 1923 года по Скандинавии, Германии, Эстонии.

## Биография
Второй по старшинству брат в футбольной династии Артемьевых. Начинал в «Сокольниках».
С начала 1910-х годов, когда футбол только появился в Москве, Пётр и его братья Иван, Тимофей, Георгий (Егор) и Сергей (сын — Виталий) и впоследствии сын Валентин стали увлечёнными футболистами.
В команде «Красная Пресня» дебютировал вместе с Николаем Старостиным. Играл на одной линии с нападающими Петром Исаковым, Дмитрием Масловым и Павлом Каннуниковым. За быструю и специфическую манеру бега, с высоко поднятыми коленями, получил в команде прозвище «Велосипед».
В 1922 году был отобран в сборную Москвы. В 1923 году попал в сборную Российской Федерации по футболу, с которой отправился в первое для неё зарубежное турне по странам Скандинавии и Прибалтики. Два года спустя назначен комсоргом и капитаном сборной Москвы. В её составе он отправился во Францию, где сборная провела матчи с местными рабочими командами.
Принимал участие в Великой Отечественной войне. Работал в Федерации футбола РСФСР и Федерации футбола Москвы в 1960—1970-е годы.